# الأفارقة في ماليزيا
الأفارقة في ماليزيا أو الماليزيين الأفارقة هم أشخاص من أصل أفريقي كامل أو جزئي ولدوا في ماليزيا أو هاجروا إليها. الهجرة غير المنضبطة على نطاق واسع من إفريقيا إلى ماليزيا ليست سوى ظاهرة حديثة، حيث تعد أوروبا وبقية آسيا تقليديًا أكبر مصادر الهجرة إلى ماليزيا.
في عام 2012، دخل حوالي 79352 أفريقيًا إلى ماليزيا بشكل قانوني. تم إصدار ما مجموعه 25467 تأشيرة طالب.

## أنظر أيضاً
الإسلام في إفريقيا